# Eristalis araschanica
Eristalis araschanica är en tvåvingeart som beskrevs av Violovitsh 1982. Eristalis araschanica ingår i släktet slamflugor, och familjen blomflugor. Inga underarter finns listade i Catalogue of Life.